# Bosques galería en España

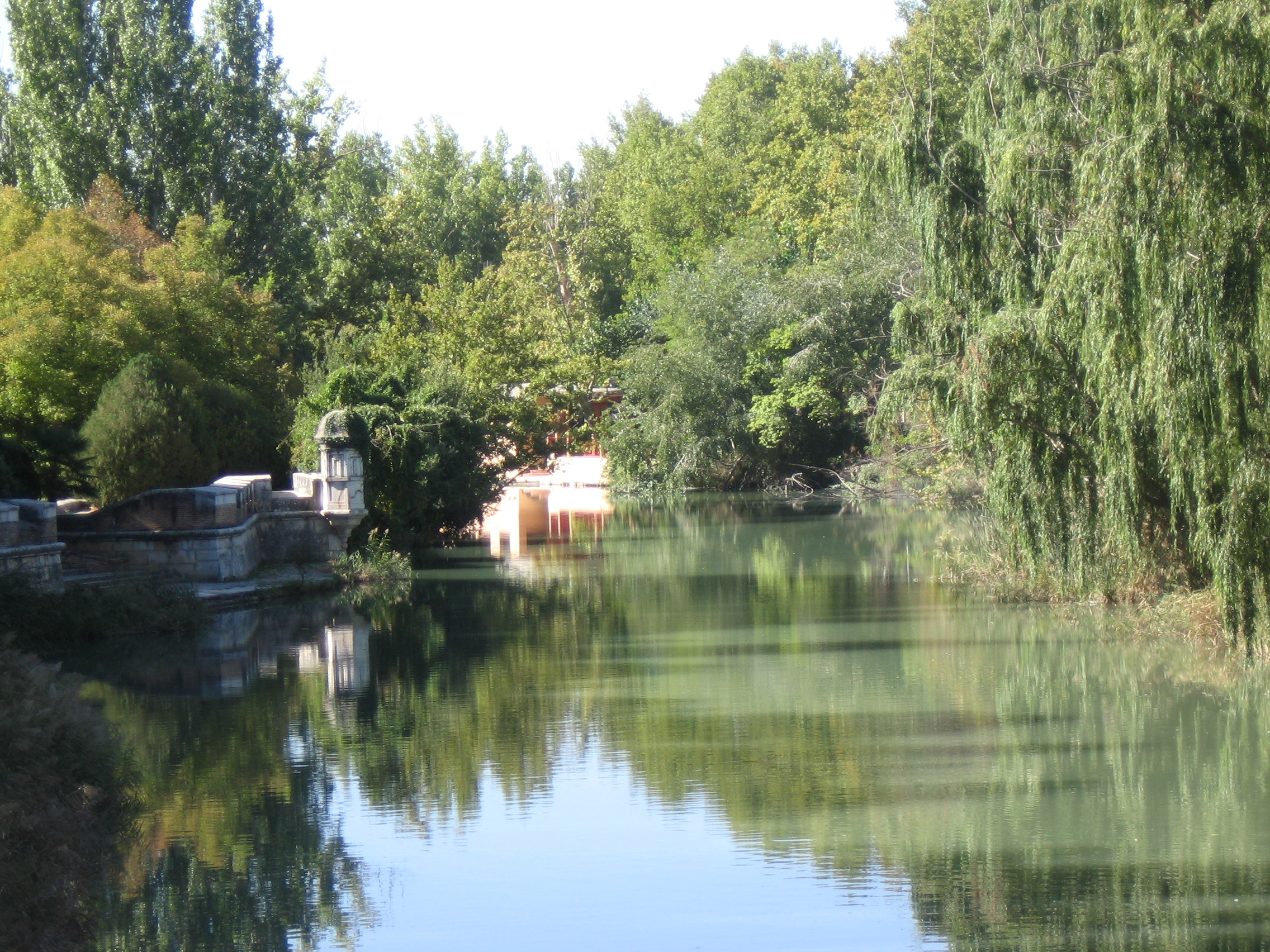
El Tajo a su paso por el jardín del Príncipe de Aranjuez

Bosque en galería, bosque-galería, bosque de ribera o soto, son denominaciones de la formación vegetal o bosque caracterizado por su vinculación a la ribera de un río o cauce. Su vegetación se califica de «riparia» (adjetivo propio del sustantivo "ribera"); sus necesidades de agua se cubren fundamentalmente por la humedad del suelo y no necesariamente por la pluviosidad; y, por lo general, crece frondosamente.

## Ámbito
En los cursos ibéricos pueden distinguirse tres ámbitos: tramos altos, tramos medios y bajos, y cursos de caudal intermitente.
En los tramos altos, la extensión y el grado de desarrollo de la vegetación están limitados por las características físicas de los cauces e hidráulicas de los cursos. Las riberas de estos medios forman parte del dominio de diversas saucedas.
Los tramos medios y bajos son el ámbito de los sotos, bosques aluviales integrados por árboles de gran talla, en los que se reconocen diversas comunidades en función de su posición respecto a la orilla aluvial.

## Cantábrico y Atlántico español
La estructura de las riberas cantábricas y atlánticas en estos tramos difiere de las mediterráneas, debido al contraste existente entre los regímenes fluviales de los cursos de ambas regiones. En el norte y noroeste de la Península, las alisedas de Alnus glutinosa, a veces separadas del cauce por doseles de sauces arbustivos, son el tipo de vegetación dominante, extendiéndose desde las montañas hasta las zonas bajas generalmente incorporan otras especies arbóreas en los terrenos más alejados de los cauces.

## Mediterráneo español
La vegetación de los tramos medios y bajos de los cursos mediterráneos es más compleja, y aunque aparecen alisedas, en sustrato silíceo, las llanuras y muchas montañas quedan en gran parte fuera del área de distribución de esta comunidad debido al alto contenido en carbonatos de los suelos aluviales.
En la región mediterránea, los terrenos más próximos a la orilla aluvial forman parte del dominio de las saucedas y tarayales, comunidades estructuralmente simples, adaptadas a encharcamiento prolongado y a la acción abrasiva de las aguas. Tamarix gallica y las especies del género Salix son siempre elementos dominantes. Junto a ella se sitúan las saucedas arbóreas y las saucedas-chopera, con sauces arbóreos (Salix alba, Salix fragilis) y chopos (Populus nigra) temporalmente inundadas. Hacia la primera terraza dan paso a las alamedas de Populus alba, temporalmente inundadas, de gran complejidad y elevada densidad, ricas en elementos lianoides : lúpulo (Humulus lupus), nueza (Bryonia cretica), clemátide (Clematis vitalba), madreselvas (Lonicera spp.) que con frecuencia albergan especies norteñas, beneficiadas por las condiciones de humedad y temperatura del fondo de los valles. Excelentes ejemplos de este tipo de bosque riparios pueden observarse en las riberas del Ebro, entre Tudela y el embalse de Mequinenza (Zaragoza), del Duero en Tudela de Duero (Valladolid) o en el tramo bajo de los ríos Segre y Cinca (Lérida, Huesca). Las olmedas de Ulmus minor y fresnedas de Fraxinus angustifolia son comunidades de transición entre los ámbitos ripario y esclerófilo.
Los cursos de caudal estacional, muy frecuentes en la región mediterránea poseen una vegetación propia. Algunas comunidades características de las ramblas y arroyos intermitentes son los adelfares (Nerium oleander), los tarayales de Tamarix gallica y en el suroeste peninsular, los tamujares, formaciones arbustivas de Securinega tinctoria.

## Ripisilva, vegetación ripícola o de ribera
En los cursos ibéricos pueden distinguirse tres ámbitos: tramos altos, tramos medios y bajos, y cursos de caudal intermitente. En los tramos altos, la extensión y el grado de desarrollo de la vegetación están limitados por las características físicas de los cauces e hidráulicas de los cursos. Las riberas de estos medios forman parte del dominio de diversas saucedas. Los tramos medios y bajos son el ámbito de los sotos, bosques aluviales integrados por árboles de gran talla, en los que se reconocen diversas comunidades en función de su posición respecto a la orilla aluvial. La estructura de las riberas cantábricas y atlánticas en estos tramos difiere de las mediterráneas, debido al contraste existente entre los regímenes fluviales de los cursos de ambas regiones. En el norte y noroeste de la Península, las alisedas de Alnus glutinosa, a veces separadas del cauce por doseles de sauces arbustivos, son el tipo de vegetación dominante, extendiéndose desde las montañas hasta las zonas bajas generalmente incorporan otras especies arbóreas en los terrenos más alejados de los cauces. La vegetación de los tramos medios y bajos de los cursos mediterráneos es más compleja, y aunque aparecen alisedas, en sustrato silíceo, las llanuras y muchas montañas quedan en gran parte fuera del área de distribución de esta comunidad debido al alto contenido en carbonatos de los suelos aluviales.
En la región mediterránea, los terrenos más próximos a la orilla aluvial forman parte del dominio de las saucedas y tarayales, comunidades estructuralmente simples, adaptadas a encharcamiento prolongado y a la acción abrasiva de las aguas. Tamarix gallica y las especies del género Salix son siempre elementos dominantes. Junto a ella se sitúan las saucedas arbóreas y las saucedas-chopera, con sauces arbóreos (Salix alba, Salix fragilis) y chopos (Populus nigra) temporalmente inundadas. Hacia la primera terraza dan paso a las alamedas de Populus alba, temporalmente inundadas, de gran complejidad y elevada densidad, ricas en elementos lianoides : lúpulo (Humulus lupus), nueza (Bryonia cretica), clemátide (Clematis vitalba), madreselvas (Lonicera spp.) que con frecuencia albergan especies norteñas, beneficiadas por las condiciones de humedad y temperatura del fondo de los valles. Excelentes ejemplos de este tipo de bosque riparios pueden observarse en las riberas del Ebro, entre Tudela y el embalse de Mequinenza (Zaragoza), del Duero en Tudela de Duero (Valladolid) o en el tramo bajo de los ríos Segre y Cinca (Lérida, Huesca). Las olmedas de Ulmus minor y fresnedas de Fraxinus angustifolia son comunidades de transición entre los ámbitos ripario y esclerófilo.
Los cursos de caudal estacional, muy frecuentes en la región mediterránea poseen una vegetación propia. Algunas comunidades características de las ramblas y arroyos intermitentes son los adelfares (Nerium oleander), los tarayales de Tamarix gallica y en el suroeste peninsular, los tamujares, formaciones arbustivas de Securinega tinctoria.